# Infância e juventude de Pedro II do Brasil

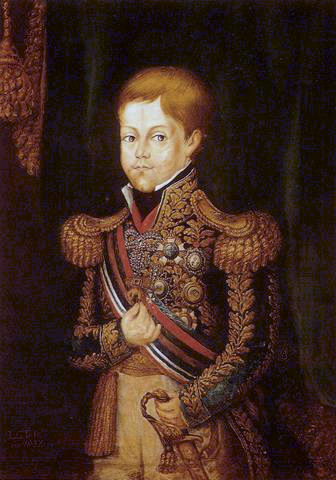
Pedro em 1835 por Luís Gomes Tourinho, no Museu de Arte da Bahia.

A infância e juventude de Pedro II do Brasil compreende o período desde seu nascimento em 2 de dezembro de 1825 até sua coroação e consagração como Imperador do Brasil em 18 de julho de 1841. Nascido na cidade do Rio de Janeiro, Pedro II era o filho mais novo e o único menino do imperador Pedro I e sua primeira esposa a arquiduquesa Maria Leopoldina da Áustria. Foi o herdeiro aparente de seu pai desde o nascimento e recebeu o título de Príncipe Imperial do Brasil.
Sua mãe morreu quando ele tinha um ano de idade, com seu pai se casando novamente alguns anos depois com a princesa Amélia de Leuchtenberg. O jovem Pedro formou um laço forte com Amélia, quem ele considerou como sua mãe pelo restante da vida. Pedro I abdicou do trono em 7 de abril de 1831 e partiu para a Europa com a esposa, deixando Pedro II para trás, junto com suas irmãs, tendo uma infância solitária e estudiosa para ser o imperador. Ele foi criado com simplicidade e uma educação excepcional com o objetivo de transformá-lo no monarca ideal. A perda repentina de seus pais, junto com o crescimento solitário e infeliz que teve, muito afetaram Pedro e definiram sua personalidade.
Pedro tinha cinco anos de idade quando ascendeu ao trono. Uma regência foi criada até ele alcançar a maturidade e estar apto para exercer seus poderes constitucionais. Essa regência mostrou-se fraca e com pouca autoridade, levando o país para a anarquia, marcada por disputas políticas e várias rebeliões. Pedro foi explorado como instrumento por facções políticas rivais em busca de seus próprios interesses e foi manipulado em aceitar a prematura elevação para maior de idade em 23 de julho de 1840, aos catorze anos, encerrando assim os nove caóticos anos do período regencial.

## Herdeiro do trono

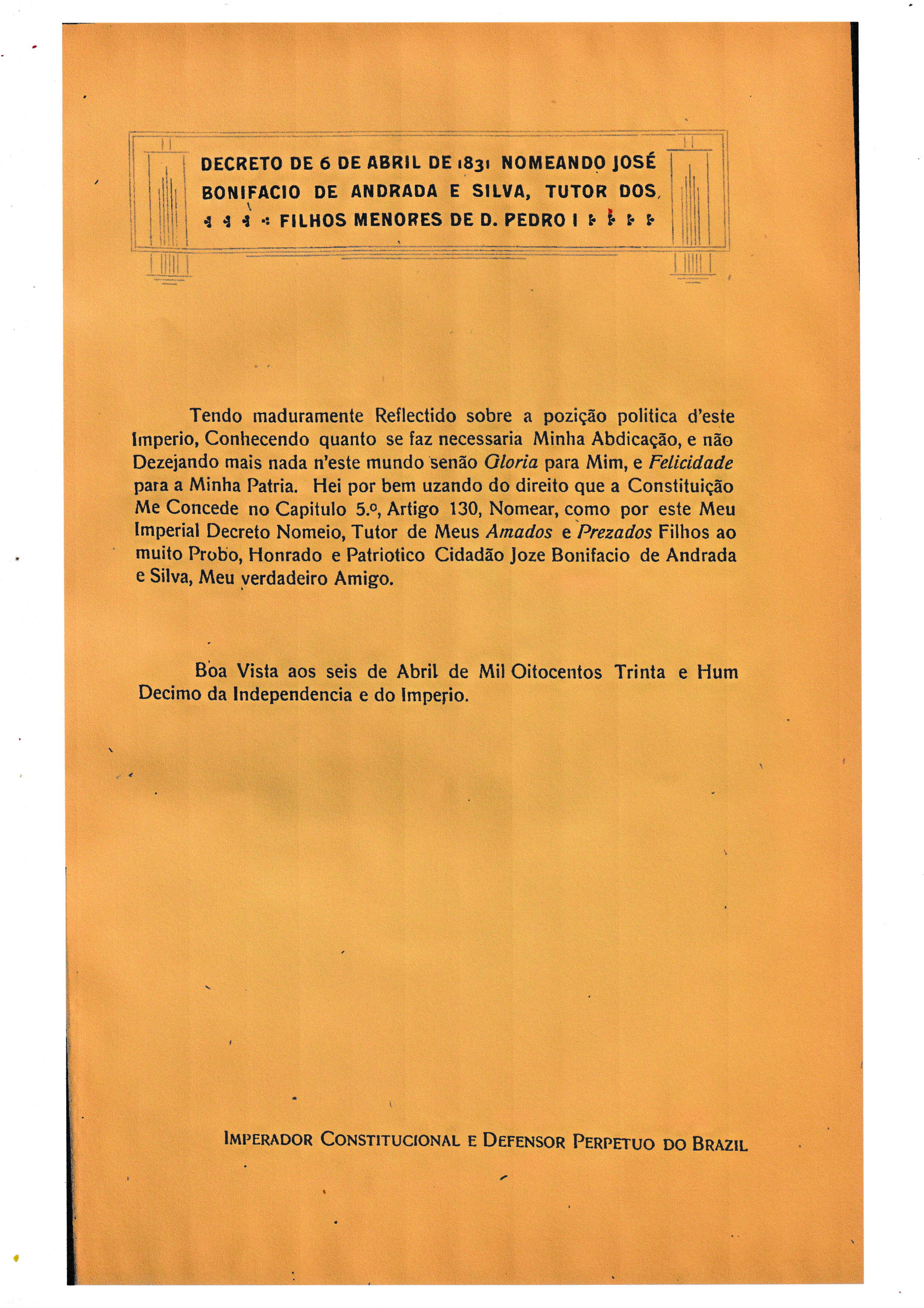
Decreto em que o pai, Pedro I, nomeia José Bonifácio como tutor do príncipe herdeiro e das irmãs em 6 de abril de 1831.

### Nascimento

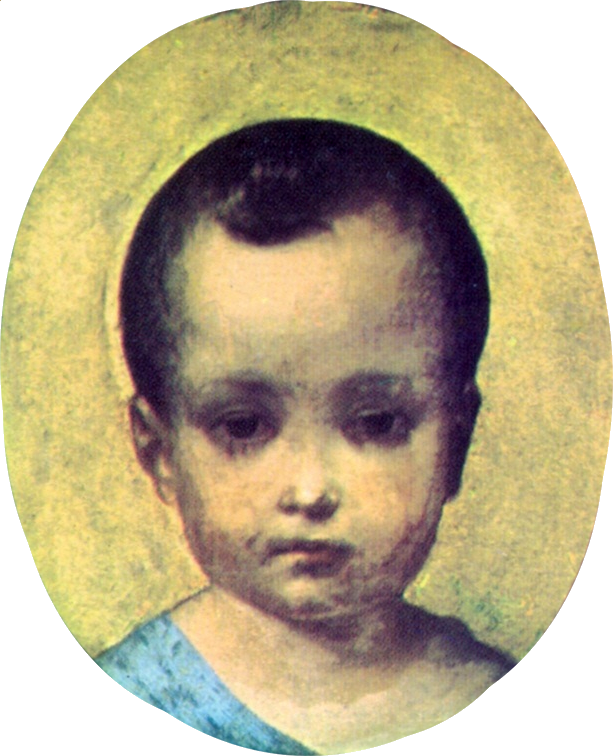
Pintura representando Pedro em 1826, aos dez meses de idade.

Pedro de Alcântara João Carlos Leopoldo Salvador Bibiano Francisco Xavier de Paula Leocádio Miguel Gabriel Rafael Gonzaga nasceu às 2h30min do dia 2 de dezembro de 1825 na cidade do Rio de Janeiro, na província do Rio de Janeiro, no Império do Brasil, após um trabalho de parto que durou mais de cinco horas. Seu nome, assim como o de seu pai, era uma homenagem a São Pedro de Alcântara. Ele automaticamente recebeu o título honorífico de "dom" como membro da realeza brasileira.
Seu pai era o imperador dom Pedro I do Brasil, filho do rei dom João VI de Portugal, e, assim, o menino era membro do ramo brasileiro da Casa de Bragança portuguesa. Sua mãe era a arquiduquesa Maria Leopoldina da Áustria, filha do imperador Francisco I da Áustria e irmã mais nova da arquiduquesa Maria Luísa, Duquesa de Parma e segunda esposa de Napoleão Bonaparte. Através de sua mãe, Pedro era primo direto dos imperadores Francisco José I da Áustria e Maximiliano do México. Dentre seus ancestrais mais distantes, destacam-se os reis Carlos I da Espanha e Luís XIV da França.
No dia de seu nascimento, Pedro foi apresentado a membros do governo reunidos no Paço de São Cristóvão pelo veador da imperatriz, o brigadeiro-general Francisco de Lima e Silva. Tinha apenas 47 centímetros de altura e foi considerado uma criança frágil e enferma. Ele herdou a epilepsia de seus parentes espanhóis da Casa de Bourbon, apesar de ela vir a desaparecer por completo durante a sua adolescência. Pedro foi batizado alguns dias depois, em 9 de dezembro. Sua madrinha foi sua irmã mais velha, a princesa dona Maria da Glória, enquanto o padrinho foi seu próprio pai.
Era considerado um estrangeiro pela lei portuguesa por ter nascido depois do reconhecimento da independência do Brasil. Porém sua irmã Maria da Glória, tendo nascido antes da independência, pôde ascender ao trono português em 28 de maio de 1826 como Maria II depois da abdicação de Pedro I (que também foi o rei Pedro IV de Portugal). Ele se tornou o herdeiro da coroa brasileira e Príncipe Imperial como o único filho legítimo de Pedro I, sendo reconhecido como tal em 6 de agosto de 1826.

### Primeiros anos

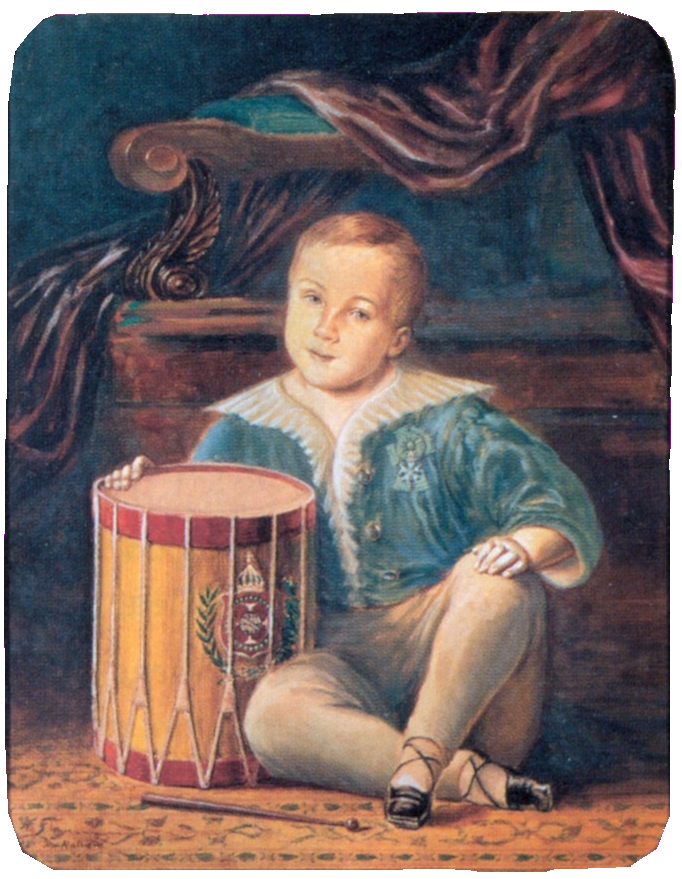
Pedro c. 1830 por Arnaud Pallière, no Museu Imperial.

Pedro I convidou D. Mariana Carlota de Verna Magalhães Coutinho (posterior Condessa de Belmonte) para assumir a posição de aia. Mariana de Verna era uma viúva portuguesa considerada culta, honrada e gentil. Pedro a chamava de "Dadama" pois não conseguia pronunciar corretamente quando criança a palavra "dama". Entretanto, ele continuou a chamá-la dessa maneira até já adulto por afeição e por considerá-la uma mãe postiça. Como era comum dentre a realeza dessa época, ele não foi amamentado por sua mãe. Em vez disso, a imigrante suíça Marie Catherine Equey foi escolhida como sua ama de leite. 
Maria Leopoldina morreu em 11 de dezembro de 1826 quando Pedro tinha apenas um ano de idade, poucos dias depois de ter abortado um bebê menino. Pedro cresceria e não teria nenhuma memória da mãe, sabendo apenas aquilo que as pessoas comentavam e contavam sobre ela. De seu pai "não retinha uma imagem clara".
Pedro I se casou novamente dois anos e meio depois com a princesa Amélia de Leuchtenberg. Pedro passou pouco tempo com a madrasta, que acabaria por deixar o país dois anos depois. Mesmo assim eles tiveram uma relação bem próxima e mantiveram-se em contato por cartas até a morte dela em 1878. Tão forte foi a influência de Amélia no príncipe que ele até sua morte a considerou como sua mãe e quando adulto "a mulher ideal, a quem ele sempre buscou, era morena, vivaz e inteligente, e notadamente mais velha do que ele". Pedro I abdicou da coroa em 7 de abril de 1831 depois de um longo conflito contra liberais federalistas. Ele e a esposa imediatamente partiram para Portugal a fim de reconquistar a coroa de Maria II, que havia sido usurpada por D. Miguel. Deixado para trás junto com as irmãs mais velhas, o Príncipe Imperial assim se tornou o imperador Pedro II.

## Regência

### Ascensão

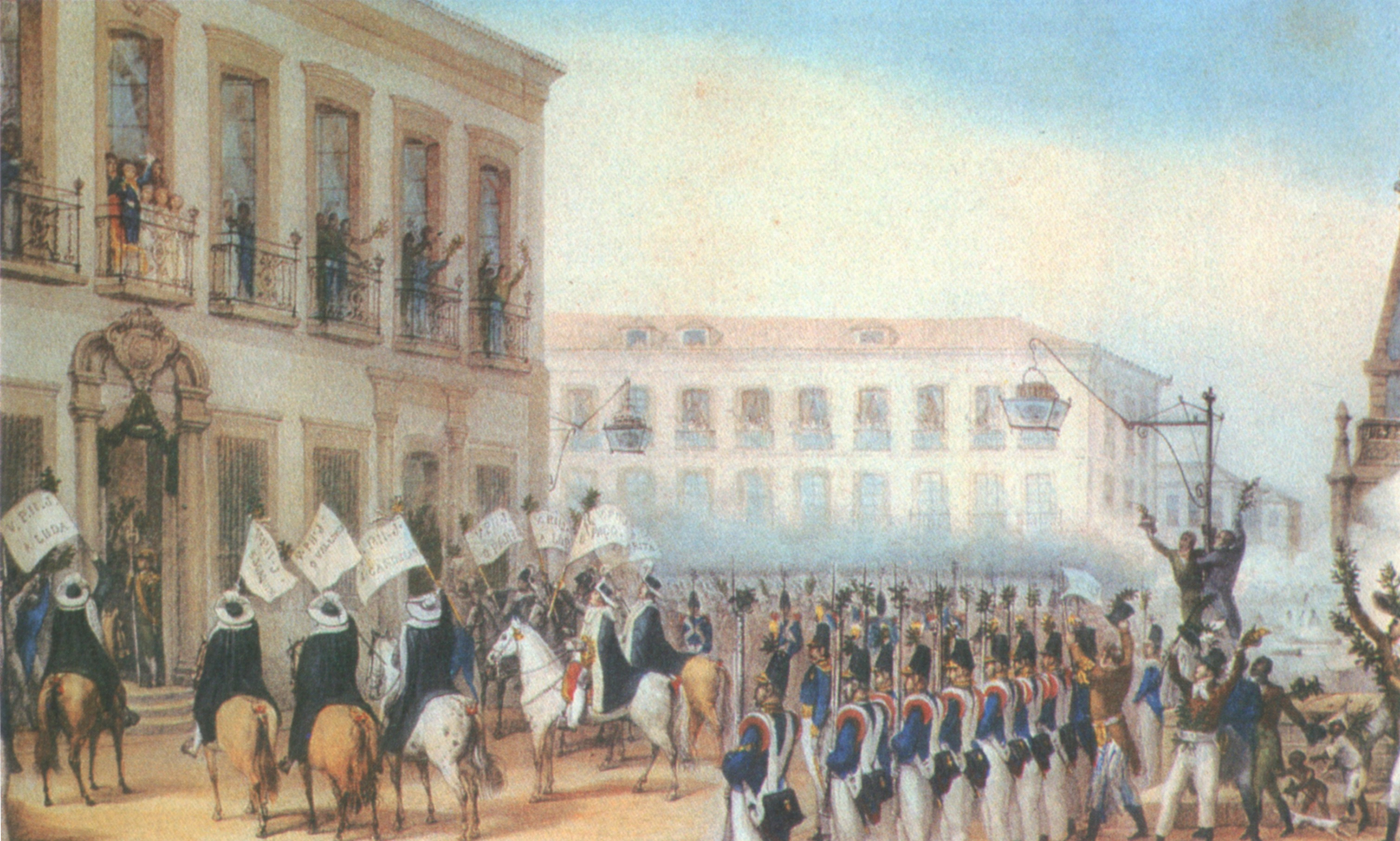
Cerimônia de aclamação de Pedro em 9 de abril de 1831 no Paço Imperial por Jean-Baptiste Debret, nos Museus Castro Maya.

Pedro, então com cinco anos de idade, acordou na manhã do dia 7 de abril com a coroa imperial ao lado de sua cama. Pedro I e Amélia já tinham deixado o solo brasileiro abordo da fragata inglesa HMS Warspite. Pedro II escreveu uma carta de despedida ao pai com a ajuda de Mariana de Verna. Ao recebê-la o ex-monarca chorou e respondeu chamando o menino de "Meu amado filho, e meu Imperador". Seu pai e madrasta permaneceram a bordo do Warspite por mais cinco dias antes de partirem para a Europa, porém eles nunca viram o jovem imperador nesse período. Pedro I permaneceria angustiado pelo restante de sua vida sobre a ausência dos filhos e preocupado com seus futuros. Pedro II sentia saudades do pai e madrasta (que havia assumido o papel de mãe), possivelmente sendo um dos motivos por sua posterior falta de demonstração de emoção em público. De fato, a "inesperada perda da família assombraria Pedro II pelo resto da vida". Três de suas irmãs também ficaram para trás: as princesas D. Januária, D. Paula e D. Francisca.
Pedro foi aclamado em 9 de abril como o novo imperador. Ele chorou na carruagem ao lado de Mariana de Verna ainda desnorteado pelo abandono dos pais e assustado pelas grandes multidões que acompanhavam seu trajeto até o Paço Imperial. O jovem imperador foi exibido em uma das janelas do palácio para o povo junto com suas três irmãs. Pedro ficou em cima de uma cadeira para que as centenas de pessoas reunidas pudessem vê-lo melhor e para que ele conseguisse ver suas aclamações. Os brasileiros ficaram comovidos pela "figura do pequeno órfão que deveria governá-los". Toda essa provação, seguida pelos bramidos dos canhões que o saudavam, foi tão traumática que ela talvez possa ser a explicação por sua aversão a cerimônias públicas quando adulto.

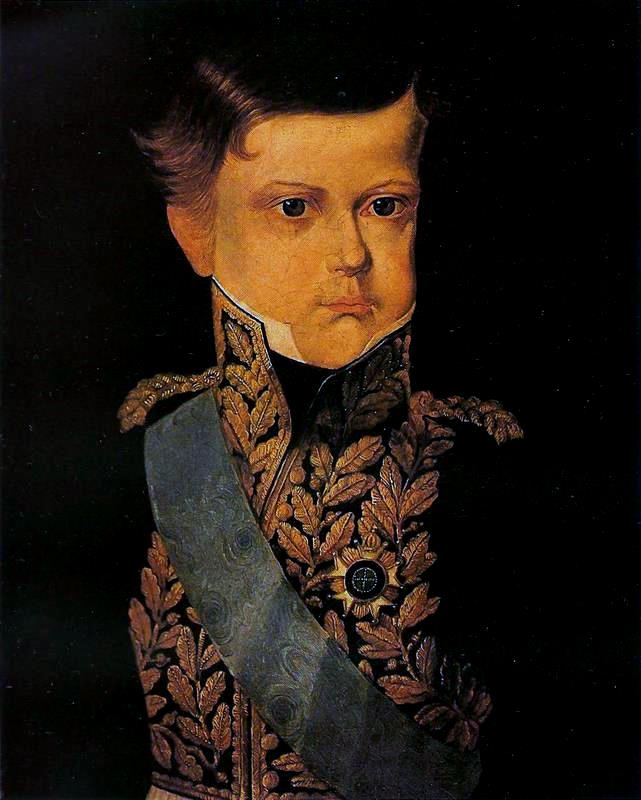
Pedro em 1832 por Francisco de Sousa Lobo, no Museu de Arte Sacra de São Paulo.

Sua elevação a imperador causou um período de crise, um dos piores da história do Brasil. Até alcançar a maioridade Pedro ainda não podia exercer suas prerrogativas constitucionais (os poderes Executivo e Moderador), assim uma regência foi criada. A primeira regência consistia em um triunvirato, com um de seus membros sendo o brigadeiro-general Francisco de Lima e Silva que cinco anos antes havia apresentado o bebê Pedro para os membros do governo. Disputas entre facções políticas rivais resultaram em uma regência instável e quase anárquica. Os liberais que tinham conseguido tirar Pedro I do trono logo se dividiram em duas facções: os liberais moderados (monarquistas constitucionais que mais tarde se dividiriam entre si nos partidos Liberal e Conservador) e os republicanos (uma minoria, porém radical e revoltosa). Havia também restauracionistas que defendiam a volta do antigo imperador.

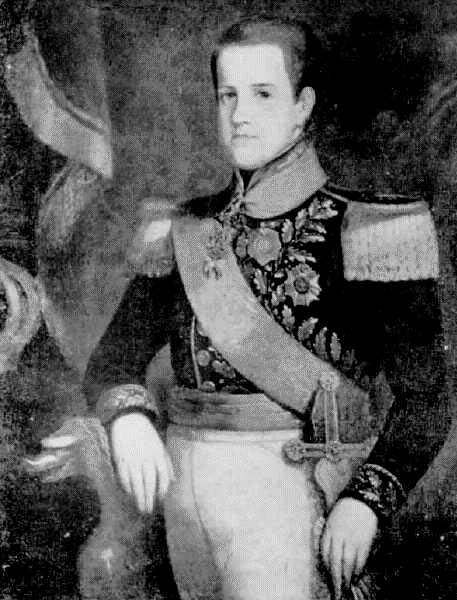
Retrato de jovem ainda sem a barba no início dos 1840s, já após ser coroado, obra de François-René Moreaux pertencente ao acervo do Museu Histórico Nacional.

Várias rebeliões estouraram durante a regência. As primeiras foram a Rebelião de Santa Rita em 1831, a Revolta do Ano da Fumaça em 1833 e a Cabanada entre 1832 e 1834, que queriam o retorno de Pedro I e tinham o apoio do povo comum, escravos e ex-escravos. A morte do ex-imperador em setembro de 1834 acabou com essas esperanças. A promulgação também em 1834 do Ato Adicional, uma emenda constitucional que dava maiores poderes administrativos e políticos para os governos provinciais, aumentou ainda mais os conflitos entre partidos, já que quem dominasse as províncias também controlaria os sistemas eleitoral e político. Os partidos que perdiam as eleições acabavam se revoltando na tentativa de assumir o poder pela força. Entretanto, as facções revoltosas continuavam a defender o trono como um modo de legitimar suas ações (ou seja, não estavam se revoltando contra a própria monarquia). A Cabanagem entre 1835 e 1840, a Sabinada de 1837 a 1838 e a Balaiada de 1838 até 1841 todas seguiam esse curso, mesmo quando em certos momentos as províncias tentavam se separar e se tornar repúblicas independentes (embora ostensivamente enquanto Pedro fosse menor de idade). A exceção foi a Revolução Farroupilha, que começou como mais uma disputa entre partidos políticos rivais na província de São Pedro do Rio Grande do Sul, mas que rapidamente evoluiu para uma rebelião separatista financiada pelo ditador argentino Juan Manuel de Rosas. A maior parte da população das províncias revoltosas, incluindo suas maiores cidades, permaneceram leais ao império.

### Tutela

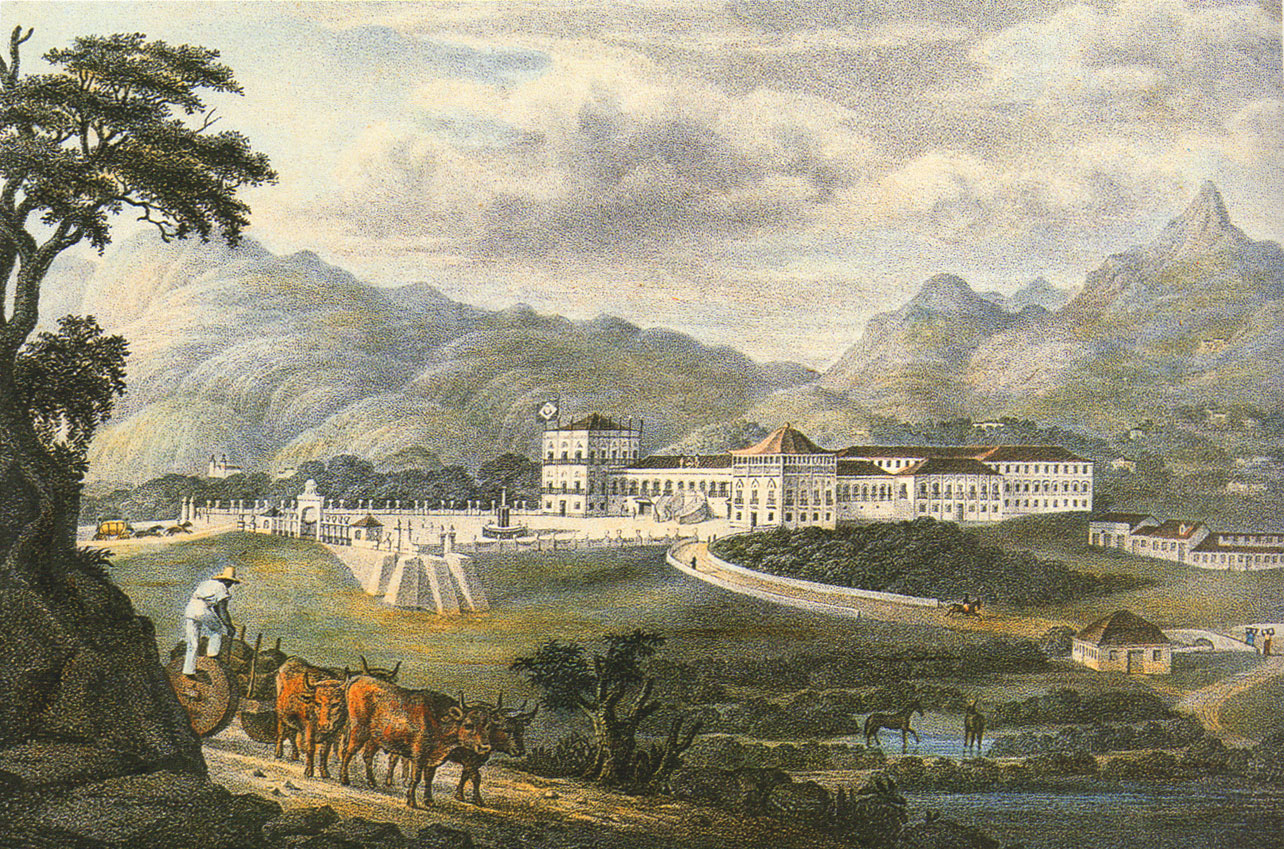
O Paço de São Cristóvão c. 1835–40 por Karl Robert, Barão de Planitz, na Coleção Maria Cecília e Cândido Guinle de Paula Machado.

Pedro I havia selecionado três pessoas que ficariam encarregadas dos cuidados de seus filhos. O primeiro era seu amigo José Bonifácio de Andrada e Silva, a quem ele nomeou como tutor, posição que posteriormente foi confirmada pela Assembleia Geral. A segunda era Mariana de Verna, que ocupava a posição de aia desde o nascimento de Pedro II. E a última pessoa era Rafael, um afro-brasileiro que havia lutado na Guerra da Cisplatina. Este último era um empregado do Paço de São Cristóvão em quem Pedro I muito confiava e pediu para cuidar de seu filho – um encargo que Rafael cumpriu pelo resto da vida. São Cristóvão foi a principal residência de Pedro II durante sua infância. A princesa Paula adoeceu seriamente no final de 1832 (provavelmente de meningite) e morreu três semanas depois em 16 de janeiro de 1833. A perda da irmã reforçou o sentimento de abandono que o jovem imperador e suas outras duas irmãs já sentiam.
José Bonifácio foi destituído de seu posto pela Assembleia Geral em dezembro de 1833. Ele "não tolerava qualquer desafio à sua onipotência como tutor. Ele rapidamente guardava ressentimento daqueles que tentassem disputar suas prerrogativas ou questionar seus poderes, e sua atitude ditatorial ameaçava fortes interesses da corte. Ele se indispôs particularmente com D. Mariana de Verna Magalhães, que, como primeira-dama dos aposentos do imperador e apoiada por inúmeros parentes, há vários anos exercia considerável influência nos assuntos da corte". Sua relação com a regência de cunho liberal tornou-se insustentável por causa de sua liderança na facção restauracionista que buscava a volta de Pedro I como regente do império até a maioridade de Pedro II. A Assembleia Geral acabou selecionando Manuel Inácio de Andrade, Marquês de Itanhaém, como o substituto na posição de tutor.
Itanhaém foi escolhido porque era considerado submisso e facilmente manipulável. O novo tutor mostrou-se um homem de inteligência mediana, mas honesto. Ele era sábio o bastante para dar uma extraordinária educação para o jovem imperador. Itanhaém teve uma "grande influência no pensamento e personalidade democrática do Pedro II". Foram mantidos os professores que já davam aulas para Pedro e suas irmãs sob José Bonifácio. A exceção foi o frei Pedro de Santa Mariana e Sousa, que foi nomeado para a posição de aio no lugar do frei Antônio de Arrábida (que também havia sido tutor de Pedro I). A supervisão geral do imperador ficou a cargo de frei Pedro Mariana, assumindo pessoalmente as aulas de latim, religião e matemática. Ele foi uma das poucas pessoas fora da família imperial por quem Pedro II tinha grande afeição.
Dentre os preceitos que Itanhaém e Pedro Mariana procuraram incutir no jovem imperador estavam: que todos os seres humanos devem ser considerados como iguais, que ele deveria procurar ser imparcial e justo, que criados públicos e ministros de estado devem ser cuidadosamente vigiados, que ele não deveria ter favoritos e que sua preocupação sempre  deveria ser para o bem-estar público. Ambos tinham como objetivo "criar um monarca humano, honesto, constitucional, pacifista, tolerante, sábio e justo. Ou seja, um governante perfeito, integralmente dedicado a suas obrigações, acima de quaisquer paixões políticas e interesses particulares". Itanhém mais tarde chamou Cândido José de Araújo Viana (posterior Marquês de Sapucaí) para ser um dos instrutores de Pedro II, com ele e o monarca também se dando bem.

### Educação
A educação de Pedro começou quando ainda era herdeiro do trono, aprendendo aos cinco anos a escrever e falar em português. Seus primeiros professores foram Mariana de Verna e o frei Antônio de Arrábida. Ele já tinha vários professores quando se tornou imperador. Dentre eles estavam Félix Émile Taunay (pai de Alfredo d'Escragnolle Taunay, Visconde de Taunay) e Luís Alves de Lima e Silva (posterior Duque de Caxias e filho do regente Francisco de Lima e Silva), que respectivamente lhe ensinaram francês e esgrima, e com quem o monarca acabou desenvolvendo amizades e admirações duradouras. Pedro passava o dia inteiro estudando, com apenas duas horas reservadas para recreação. Ele costumava acordar às 6h30min, começava seus estudos às 7h e seguia até às 22h, indo então para a cama. As disciplinas eram diversas, incluindo línguas, história, filosofia, matemática, astronomia, química, física, geografia, música, caça, hipismo e esgrima.

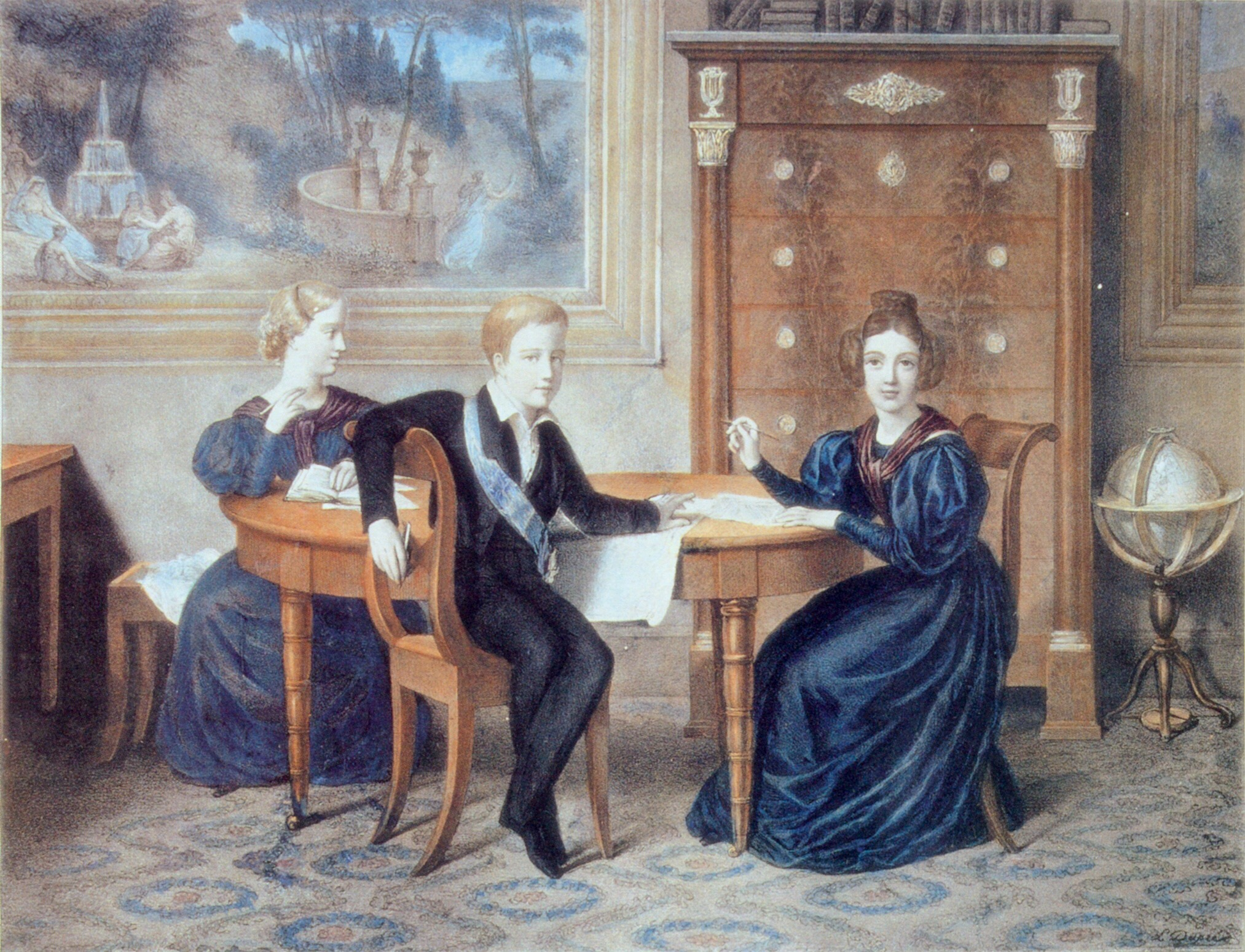
Francisca, Pedro e Januária de luto pela morte do pai c. 1835 por Félix Émile Taunay, no Museu Imperial.

Um grande cuidado foi tomado para que Pedro não seguisse o exemplo do pai nas questões de educação, caráter e personalidade. Ao longo da sua vida o imperador também aprenderia a escrever e falar em latim, francês, alemão, inglês, italiano, espanhol, grego, árabe, hebraico, sânscrito, chinês, occitano,e tupi-guarani. Sua paixão pela leitura permitia que assimilasse qualquer informação. Não era um gênio, mas era inteligente e tinha facilidade em acumular conhecimento.
Como monarca constitucional, sua educação foi acompanhada de perto pela Assembleia Geral, que exigia de Itanhaém relatórios sobre o progresso dos estudos do imperador. Pedro, durante essa época, foi mantido ignorante sobre os eventos que ocorriam fora do palácio, incluindo questões políticas. As notícias que acabavam chegando a ele e suas irmãs eram sobre as mortes de parentes. Eles foram informados em dezembro de 1834 sobre a morte de Pedro I. Alguns meses depois em junho de 1835 seu avô Francisco I, que havia mostrado grande interesse em seus netos, também faleceu. Essas perdas aproximaram o imperador e suas irmãs e fortaleceram seu sentimento de família, apesar da falta dos pais.
Pedro teve uma infância solitária e infeliz. Era considerado precoce, dócil e obediente, porém chorava frequentemente e muitas vezes nada parecia agradá-lo. Ele "não foi criado na luxúria e tudo era muito simples". Suas irmãs não podiam acompanhá-lo em muitas ocasiões e o imperador tinha permissão para encontrá-las só depois do almoço, porém durante apenas uma hora. Pedro tinha alguns amigos de mesma idade, mas apenas um permaneceu com ele até a idade adulta: Luís Pedreira do Couto Ferraz (depois Visconde de Bom Retiro). Era tratado com carinho por Mariana de Verna e Rafael, que costumava carregá-lo em seus ombros e permitia que o monarca se escondesse em seus aposentos para fugir dos estudos. Pedro estava cercado por criados durante a maior parte de seu tempo, e eles só podiam conversar com o menino se ele lhes dirigisse a palavra. O ambiente em que o imperador cresceu o transformou em uma pessoa tímida e carente, que via nos "livros outro mundo onde ele podia se isolar e se proteger". Por de trás da "pompa da monarquia, da aparência autossuficiente, deve ter vivido um homem infeliz".

### Intrigas da corte
Pedro só poderia exercer suas prerrogativas constitucionais assim que alcançasse a maioridade dos dezoito anos, porém isso ocorreria apenas em 2 de dezembro de 1843. A possibilidade de reduzir a maioridade foi apresentada pela primeira vez pelos Conservadores em 1835. O liberal Diogo Antônio Feijó foi eleito o único regente em 12 de outubro de 1835 depois do Ato Adicional de 1834 ter acabado com a regência em triunvirato. Na opinião de Roderick J. Barman, faltava para o regente a "visão, a flexibilidade e os recursos necessários para reger o Brasil sob as condições prevalecentes desde a morte de D. Pedro I e a aprovação do Ato Adicional".

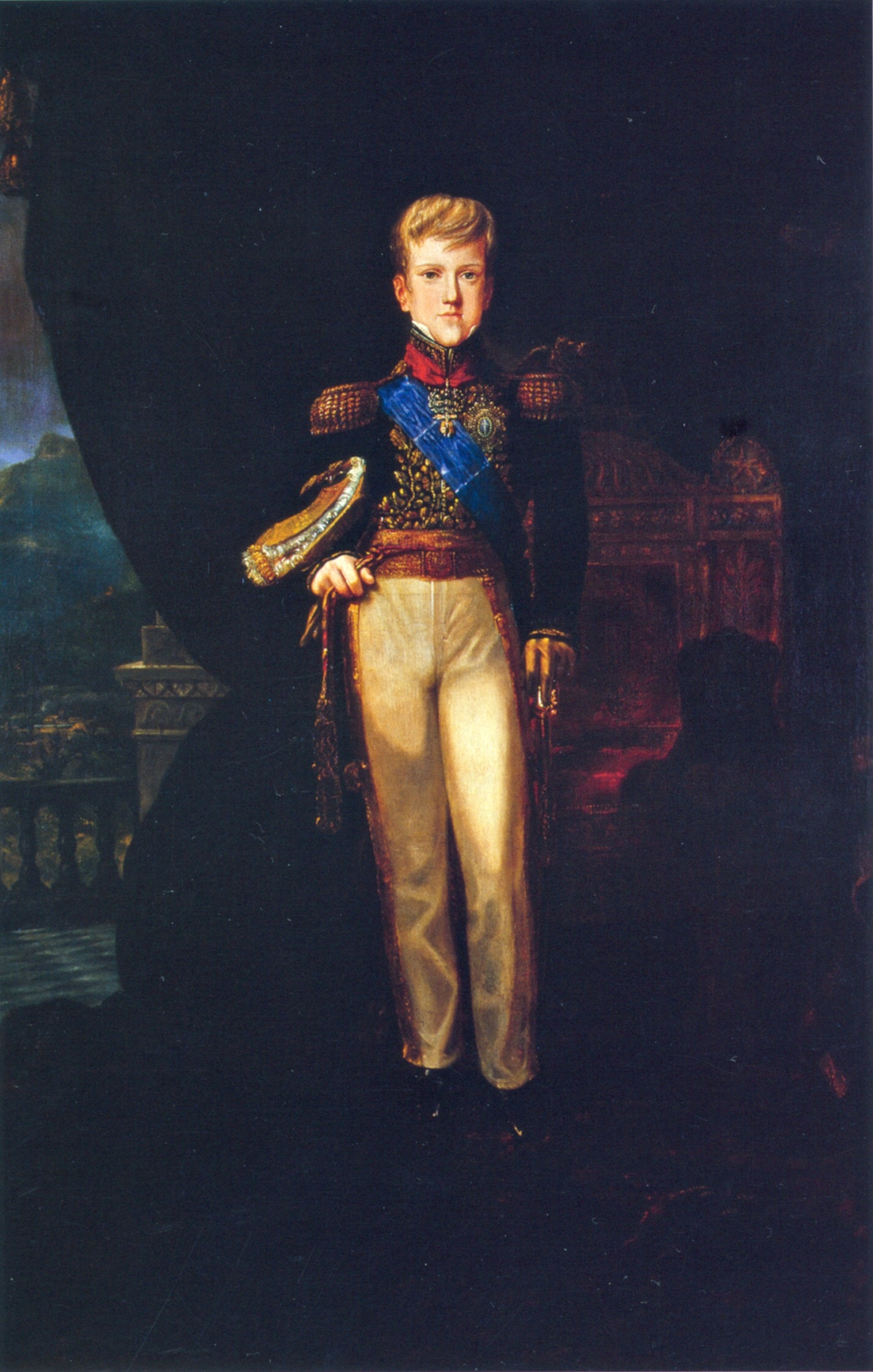
Pedro c. 1837 por Félix Taunay, no Museu Nacional de Belas Artes.

Feijó renunciou do posto em 1837 e o conservador Pedro de Araújo Lima (posterior Marquês de Olinda) foi eleito como substituto. Um dos principais objetivos de Araújo Lima era restaurar o respeito da autoridade imperial, dessa forma "cerimônias e práticas tradicionais que cercavam o monarca, suspensas desde a abdicação de D. Pedro I, foram restabelecidas". A "campanha para incutir deferência e respeito ao jovem imperador encontrou pronta aceitação por todo o Brasil".
Os Liberais temiam que seus adversários se perpetuassem no poder e também começaram a defender a redução da maioridade. Eles viram a oportunidade de que o imperador "pudesse ser manipulado por quem quer que o levasse ao poder" dada sua idade e inexperiência. Os Liberais se aliaram com os antigos restauracionistas, agora liderados por Antônio Carlos de Andrada e Silva e Martim Francisco Ribeiro de Andrada, irmãos do ex-tutor José Bonifácio (que havia morrido em 1838). O projeto de lei proposto pelos Conservadores no Senado para reduzir a maioridade foi derrotado por 18 votos contra 16 em 17 de maio de 1840. Diferentemente de seus rivais, os Liberais eram inescrupulosos ao ignorar as leis para alcançar seus objetivos e decidiram declarar imediatamente Pedro maior de idade. Para conseguirem isso eles precisavam do apoio das três pessoas mais poderosas da corte imperial: Mariana de Verna, Paulo Barbosa da Silva e Aureliano de Sousa e Oliveira Coutinho (depois Visconde de Sepetiba).
Aureliano Coutinho era o Ministro da Justiça e tinha conseguido nomear Paulo Barbosa (amigo de seu irmão Saturnino de Sousa e Oliveira Coutinho) para a posição de mordomo-mor. Foi Paulo Barbosa que chamou Itanhaém para ser o tutor do imperador e o frei Pedro Mariana para ser o supervisor. Ele achava que ambos se submeteriam a seus interesses. Mariana de Verna, antiga supervisora, mãe postiça e governanta de Pedro II, era estimada tanto por Aureliano Coutinho quanto por Paulo Barbosa. Sua filha havia se casado com um dos sobrinhos do mordomo. Os três "gostavam de poder e influência em benefício próprio, interpretavam qualquer oposição a seu domínio como ofensa pessoal e eram implacáveis na defesa de sua posição na corte".
A aliança entre "Aureliano, D. Mariana e Paulo Barbosa com o Marquês de Itanhaém como seguidor, rapidamente assegurou-lhes o domínio sobre os assuntos da Corte e Casa". Ficou impossível avançar quaisquer propostas ou decisões sem que eles as aprovassem, enquanto que o grupo apenas "seguia seus próprios interesses e os de seus amigos". O trio e seus seguidores ficaram conhecidos como "Facção Áulica" ou "Clube da Joana" (nomeada por causa da casa de campo de Paulo Barbosa nas margens do rio Joana, onde eles costumavam se encontrar). A aliança deles com os Liberais evoluiu como consequência de Bernardo Pereira de Vasconcellos, um dos ministros de Araújo Lima, que desejava retirar Itanhaém e seu inimigo Paulo Barbosa da Casa Imperial.

### Maioridade
A posição de Araújo Lima era precária segundo a opinião de Barman: "Ele não tinha caráter nem habilidade para impor sua autoridade, enquanto suas tentativas de tomar o controle pareciam arrogantes, a usurpação de uma posição que pertencia ao imperador somente". Ainda de acordo com o historiador, a "geração de políticos que assumira o poder na década de 1830, após a abdicação de D. Pedro I, havia aprendido por amarga experiência as dificuldades e os perigos do governo. Em 1840, eles haviam perdido toda fé em sua capacidade de governar o país por conta própria. Aceitavam D. Pedro II como uma figura de autoridade cuja presença era indispensável à sobrevivência do país". Os Liberais levaram diretamente para a povo brasileiro a disputa sobre a redução da maioridade, incitando-o a pressionar os políticos. Os brasileiros apoiaram a redução e até criaram canções populares sobre o assunto. Pedro como imperador era, de acordo com Antonio Carlos Olivieri, "o símbolo vivo da unidade da pátria [...] Essa posição lhe dava, aos olhos da opinião pública, uma autoridade maior que qualquer regente". Os Conservadores não eram contra o plano Liberal, com ambos (incluindo Araújo Lima, que inevitavelmente perderia seu cargo) querendo encerrar o período da regência. O regente perguntou ao imperador o que ele achava sobre a questão da maioridade, com Pedro respondendo "Não tenho pensamento sobre isso", continuando, "Eu já ouvi sobre isso, porém não dei muita atenção".

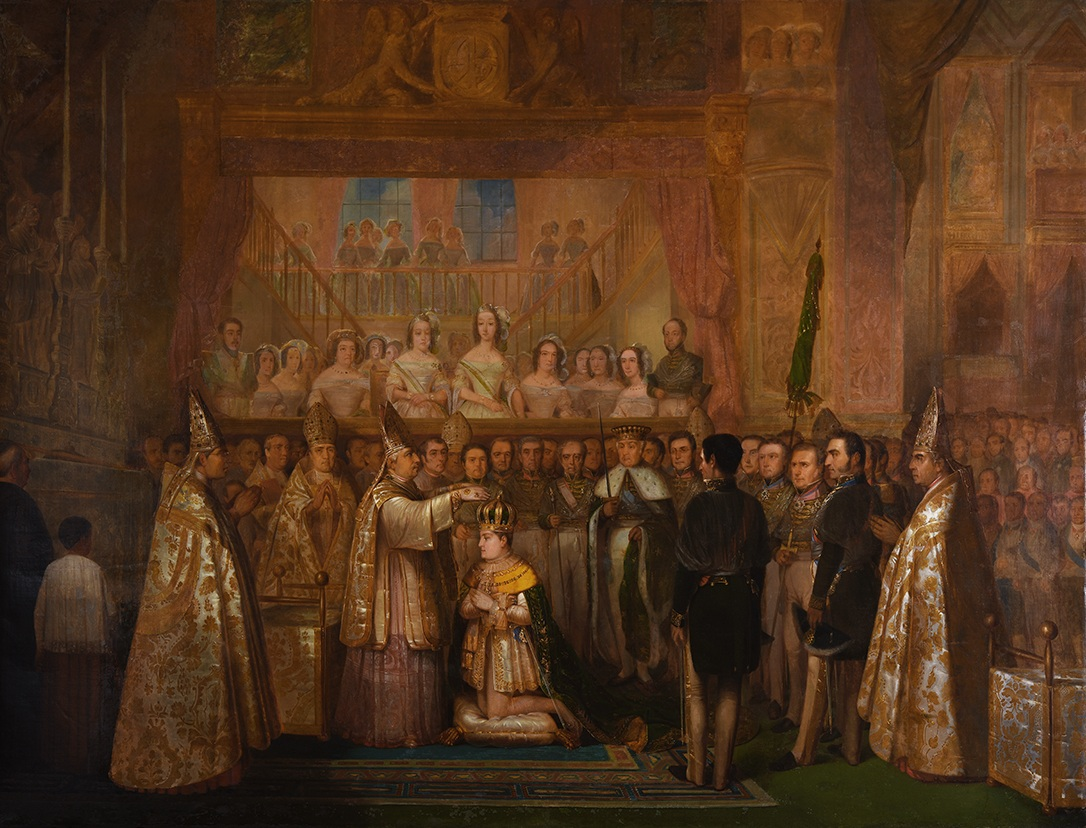
A coroação de Pedro em 18 de julho de 1841 por François-René Moreaux em 1842, no Museu Imperial.

Uma multidão de três mil pessoas foi para o Senado exigir a declaração da maioridade. Os "defensores de uma maioridade precoce reuniram-se no Senado e aprovaram uma moção, assinada por 17 senadores (dentre 49) e 40 deputados (dentre 101), convocando o imperador a assumir plenos poderes". Um delegação composta de oito políticos, liderados por Antônio Carlos de Andrada, foi para o Paço de São Cristóvão perguntar a Pedro se ele aceitava ou recusava a declaração precoce da maioridade. O imperador pediu a opinião de Itanhaém, frei Pedro Mariana e Araújo Lima (todos membros da Facção Áulica), que o convenceram a aceitar a proposta para impedir novas desordens pelo país. Pedro anos depois diria que os Liberais se aproveitaram de sua imaturidade e inexperiência. Ele timidamente respondeu "Sim" quando perguntado se desejava que a idade da maioridade fosse reduzida, e depois "Quero já" quando perguntado se preferia que ela entrasse em efeito naquele momento ou que se esperasse até seu aniversário de quinze anos em dezembro.
No dia seguinte em 23 de julho de 1840, a Assembleia Geral formalmente declarou que Pedro havia alcançado a maioridade. Uma multidão de oito mil pessoas se reuniu para testemunhar o ato. Durante a tarde o jovem imperador fez o juramento de seu cargo na câmara do Senado. Pedro foi aclamado uma segunda vez pela nobreza, forças armadas e o povo. "Desta vez não houve o pânico e choro de 1831. Havia apenas um menino jovem e tímido dividido entre a fascinação do poder e o medo de um novo mundo que, inesperadamente, estava sendo aberto a ele". A "declaração da maioridade de D. Pedro II provocou euforia geral. Um sentimento de libertação e renovação uniu os brasileiros. Pela primeira vez, desde meados da década de 1820, o governo nacional do Rio de Janeiro contava com aceitação geral".
Pedro foi aclamado, consagrado e coroado em 18 de julho de 1841. Ele usou um robe branco pertencente ao seu avô Francisco I, um pálio laranja feito de penas de um galo-da-serra-do-pará (homenagem aos pássaros e caciques indígenas brasileiros) tecido especialmente por índios tiriós e um manto verde bordado com ramos de cacau e tabaco, símbolos do Império do Brasil. Depois de ser ungido recebeu as Joias Imperiais: a Espada (que pertencia a seu pai) o Cetro (feito de ouro com uma serpe na ponta, símbolo da Casa de Bragança), a Coroa Imperial (especialmente feita para a coroação com joias tiradas da coroa de Pedro I) a Orbe e a Mão da Justiça.

## Ligações internas
Livro: Infância e adolescência de Perro II , Acervo da Biblioteca do Senado federal